# Osama Hawsawi
Osama Hawsawi (arabul: أسامة هوساوي; Mekka, 1984. március 31. –) szaúd-arábiai válogatott labdarúgó, az élvonalbeli el-Áhlí hátvédje. A bajnokság legjobb védőjének tartják.